# Gohar Vartanian
Gohar Vartanian (arménien : Գոհար Լևոնի Վարդանյան, russe : Гоа́р Лево́новна Вартаня́н) (Léninakan, 25 janvier 1926 - Moscou, 25 novembre 2019) était une agente illégale soviétique dont le pseudonyme était Anita. Elle était la femme de Gevork Vartanian et, ensemble, ils étaient considérés comme étant les agents secrets les plus efficaces du monde.

## Biographie
Elle est née à Léninakan, actuel Gyumri, le 25 janvier 1926. Son nom de naissance est Gohar Pahlevanyan. Son père, Levon Pahlevanyan appartenait à une famille ancienne et a été expulsé de l’URSS durant les purges staliniennes avec sa femme.
Gohar Vartanian s'est installée en Iran avec sa famille en 1932 et, après avoir déménagé, elle a pris le nom de famille Kandarian.
Le 30 juin 1946 à Téhéran, elle s'est mariée avec Gevork Vartanian. Le premier de leurs trois mariages. Ils resteront ensemble pendant 65 ans et n'auront pas d’enfant.
En 1942, elle a intégré un groupe anti-fasciste.
Gohar Vartanian est diplômée de l’université Brusov, faculté des langues étrangères en 1956. Elle a étudié le français puis l’anglais, et Gevork l’anglais. Ils parlaient officiellement cinq langues, mais officieusement au moins huit.

## Opérations
La tâche principale des officiers du renseignement soviétiques était d'identifier les menaces militaires pesant sur l'Union soviétique et le bloc du pacte de Varsovie.
Les Vartanian ont été sous la responsabilité d’Ivan Agayants en Iran grâce auquel ils sont devenus espions car ce dernier était proche du père de Gevork Vartanian. Leur groupe s’appelait “tétév ayrudzi” (cavalerie légère en arménien) parce qu’ils utilisaient des vélos et ils faisaient l’observation des rues à Téhéran. À noter qu'elle était la seule femme de ce groupe,
Ils ont pu notamment découvrir des Allemands déguisés en Iraniens à cause de leurs chaussures européennes.
En 1943, ils ont sauvé la vie de Roosevelt, Staline et Churchill durant la conférence de Téhéran, contrecarrant ainsi l’'opération Grand Saut menée par les services secrets allemands. Le film Téhéran 43 est basé sur ces événements. Ils ont neutralisé 400 espions allemands pendant leur travail en Iran.
Dans les années 1970-1980, les Vartanian ont travaillé en Italie. C'est là que les agents soviétiques ont découvert l’emplacement de la plupart des bases de l'OTAN. Leurs relations amicales avec le commandant de la 6e flotte américaine, l'amiral Stansfield Turner, devenu plus tard directeur de la CIA, ont été utilisées par les officiers du renseignement en faveur de l'URSS.
En décembre 1986, Gohar Vartanian a pris sa retraite avec plus de 30 ans d'expérience opérationnelle et une expérience de travail totale de plus de 47 ans. À la retraite, elle a continué à former des jeunes employés en leur transmettant sa riche expérience opérationnelle.
Morte le 25 novembre 2019 à l'âge de 93 ans, elle est enterrée à Moscou le 29 novembre dans le cimetière Troïekourovskoïe. Cette cérémonie d'adieu s'est déroulée en présence du directeur du service russe de renseignement extérieur Sergei Naryshkin, de l'ancien chef du renseignement Mikhail Fradkov, du président arménien Armen Sarkissian et d'une délégation du ministère de la Défense d'Arménie.
Selon certains experts ou collègues, une partie de leurs opérations resteront secrètes.

## Citation
D'après Gohar Vartanian, il lui était facile de se faire passer pour d'autres personnes, et l'essentiel dans un tel travail était un maximum de naturel : « Plus vous vivez une vie ordinaire, mieux le travail se passe. Vous avez juste besoin de vivre en paix et d'avoir des gens normaux autour de vous, des amis, d'avoir un bon environnement. Quand tu as un environnement fort, alors tu peux déjà aller plus loin, tu seras déjà accepté par les grands. Et tu iras où tu voudras, prendras contact avec ceux avec qui tu as besoin ».